# Kalamitowate
Kalamitowate (Calamitaceae) - wymarła, głównie późnokarbońska rodzina 
skrzypowych. Najbardziej powszechnym przedstawicielem rodziny jest rodzaj Calamites.

## Charakterystyka
Kalamitowate były roślinami o pokroju drzewiastym różnych rozmiarów. Największe z rodzaju Calamites dorastały do 30 m. Pień był wyraźnie segmentowany poprzecznie (tzw. węzły), podobnie do łodyg dzisiejszego skrzypu lub bambusa. Pień był także podłużnie żebrowany, a wewnątrz pusty. Miał grubą korę i grubą warstwę drewna wtórnego. Charakterystyczny dla wszystkich kalamitów jest przebieg wiązek przewodzących, które dochodząc do węzła rozwidlają się, co daje wrażenie jakby następny odcinek wiązki przewodzącej był przesunięty w węźle względem poprzedniej. Odróżnia to kalamitowate od archeokalamitów, które mają prostolinijny przebieg wiązki przez całą gałąź.
Liście wąskie, wyłącznie w węzłach, zebrane w okółki.
Posiadają podziemne kłącza, z których wyrastają korzenie.

## Występowanie
Późny karbon, sporadycznie także we wczesnym permie. Bardzo powszechne w utworach karbonu górnego Europy, w tym Polski (Górny Śląsk, Wałbrzych). Ze względu na to, że pnie i łodygi były puste w środku, to często zachowują się one w postaci ośródek wewnętrznych.

## Znaczenie
Były jednymi z najpowszechniejszych roślin karbonu późnego, a ich szczątki stały się ważnym składnikiem tworzących się wówczas torfowisk, z których później powstały węgle kamienne.
Megaspory i mikrospory kalamitowatych mają duże znaczenie w datowaniu osadów górnokarbońskich.

## Sztuczna systematyka
Liście, organy rozrodcze (kłosy zarodniowe, strobile) i podziemne kłącza oraz korzenie występujące przeważnie oddzielnie od całej rośliny mają swoje odrębne łacińskie nazwy. Wśród różnych typów liści najczęstszy jest Annularia.